# Panorama culturale e resti archeologici della Valle di Bamiyan
Panorama culturale e resti archeologici della Valle di Bamiyan, dal 2003 è un sito patrimonio dell'umanità dell'UNESCO. Si trova sull'altopiano dell'Afghanistan nella valle del fiume Bamiyan.

## Descrizione
L'insieme è costituito da otto diversi siti, sparsi nell'intera valle e in quelle laterali, la maggior parte dei quali concentrati sulle pareti rocciose a picco che circondano la valle a nord. Le più famose sono le due statue monumentali, alte 55 e 38 metri, chiamate Buddha di Bamiyan, distrutte dal governo dei talebani nel 2001. Inoltre, il complesso comprende numerosi monasteri e santuari buddisti scavati nella roccia dell'antica Battria, utilizzati tra il I e il XIII secolo, con affreschi e sculture parzialmente conservati, nonché resti di fortificazioni musulmane del tempo in cui la valle era un punto importante di transito sulla Via della seta.

## Patrimonio dell'umanità
Dal 2003 sono stati riconosciuti come Patrimonio dell'umanità dall'UNESCO e subito iscritti nella lista dei patrimoni in pericolo.
Le motivazioni sono state le seguenti:
- Le statue del Buddha e l'arte rupestre della valle sono una rappresentazione fondamentale della scuola Gandhāra nell'arte buddista dell'Asia centrale (criterio i).
- I resti della valle sono testimonianza di un importante centro buddista sulla Via della seta e dello scambio culturale tra arte indiana, ellenistica, romana, sasanide e alla base dell'espressione artistica della scuola Gandhāra (criterio ii).
- Sono una testimonianza eccezionale di una tradizione culturale dell'Asia centrale ormai scomparsa (criterio iii).
- La valle è un esempio importante di un territorio culturale che illustra un significante periodo del Buddhismo (criterio iv).
- La valle è l'espressione monumentale massima del Buddhismo occidentale. È stato un importante centro di pellegrinaggio per molti secoli (criterio vi).